# Барачка
Барачка (мађ. Baracska) је село у жупанији Фејер, округ Мартонвашар, по попису из 2004 године има 2.729 становника.